# (38483) 1999 TW100
1999 TW100 (asteroide 38483) é um asteroide da cintura principal. Possui uma excentricidade de 0.24968730 e uma inclinação de 6.45936º.
Este asteroide foi descoberto no dia 2 de outubro de 1999 por LINEAR em Socorro.